# Миацум
Миацу́м (арм. Միացում — «воссоединение») — национальная идея, основанная на требовании армян Нагорного Карабаха присоединить преимущественно армянонаселённую Нагорно-Карабахскую автономную область к Армении.

## Предыстория
После распада Российской Империи, а затем Закавказской Демократической Федеративной Республики Азербайджанская Демократическая Республика объявила территорию Нагорного Карабаха частью недавно образованного государства. Съезд армян Карабаха отказался признавать власть последней. Вслед за советизацией Азербайджана и Армении вопрос статуса Нагорного Карабаха был передан на решение в Кавбюро ЦК РКП(б). В результате нескольких заседаний Кавбюро ЦК РКП(б) преимущественно армянонаселённый край был оставлен в составе Азербайджанской ССР. В течение нескольких лет статус региона не был окончательно определён, пока в 1923 году из армянонаселённой части Нагорного Карабаха не была образована Автономная область Нагорного Карабаха (АОНК) в составе Азербайджанской ССР.
Некоторые авторы придерживаются точки зрения, что на протяжении 1920-х годов территории НКАО и Армянской ССР соприкасались.  Американский историк О. Альтштадт и специализирующийся по Кавказу шведский политолог С. Корнелл апеллируют к 1-го тому БСЭ за 1926 год (1-е издание), в том числе к размещённой там карте. По их мнению, на этой карте НКАО в одном месте граничит с Армянской ССР, однако к выходу этой энциклопедии в 1930 году границы были изменены. На мнение О. Альтштадт опирается российский историк В. Шнирельман, писавший о наличии до 1930-х годов общей границы Нагорно-Карабахской автономной области с Армянской ССР.
Другая часть авторов (например, Рональд Григор Суни, Роберт Хьюсен, Томас де Ваал и т. д.) придерживается мнения, что образованная в 1923 году Нагорно-Карабахская автономная область не имела общей границы с Арменией. Как пишет журналист и специалист по Кавказу Томас де Ваал, на карте границы созданной автономной области подходили близко к границам Армении, но не касались их — между ними лежал Лачинский регион Азербайджана. В Атласе СССР, изданном в 1928 году, сказано: «Границы Области со всех сторон представляют различные местности, находящиеся в составе Азербайджанской ССР». Американский исследователь Арсен Сапаров отмечает, что изначальный список населённых пунктов, подлежавших включению в АОНК, не предопределял наличие границы с Арменией. По его мнению, на некоторых ранних советских картах можно заметить, что границы двух образований касаются, однако масштаб карт слишком мелок, чтобы однозначно судить об этом, и на сегодняшний день нет веских оснований полагать, что у автономной области когда-либо имелась общая граница с Армянской ССР.

## Предпосылки
В советский период вопрос о передаче Нагорного Карабаха Армении поднимался несколько раз (в 1945, 1963, 1977 и 1983 годах), но не получал поддержки в центре.
В 1960-е годы социально-экономическая напряжённость в НКАО дважды перерастала в массовые беспорядки. Армянами в адрес руководства Азербайджанской ССР высказывались обвинения в экономической дискриминации НКАО, а также в попытках изменить демографическую структуру автономной области.
Начатая М. С. Горбачёвым политика демократизации советской общественной жизни предоставила армянам НКАО возможность более открыто говорить о своих требованиях. Руководство АзССР обвиняли в сохранении экономической отсталости региона, пренебрежении развитием прав, культуры и идентичности армянского меньшинства в Азербайджане, создании искусственных преград для культурных связей между Нагорным Карабахом и Арменией.
Армянские погромы в Сумгаите и Баку также усилили стремление армян к отделению от Азербайджанской ССР.

## Хронология

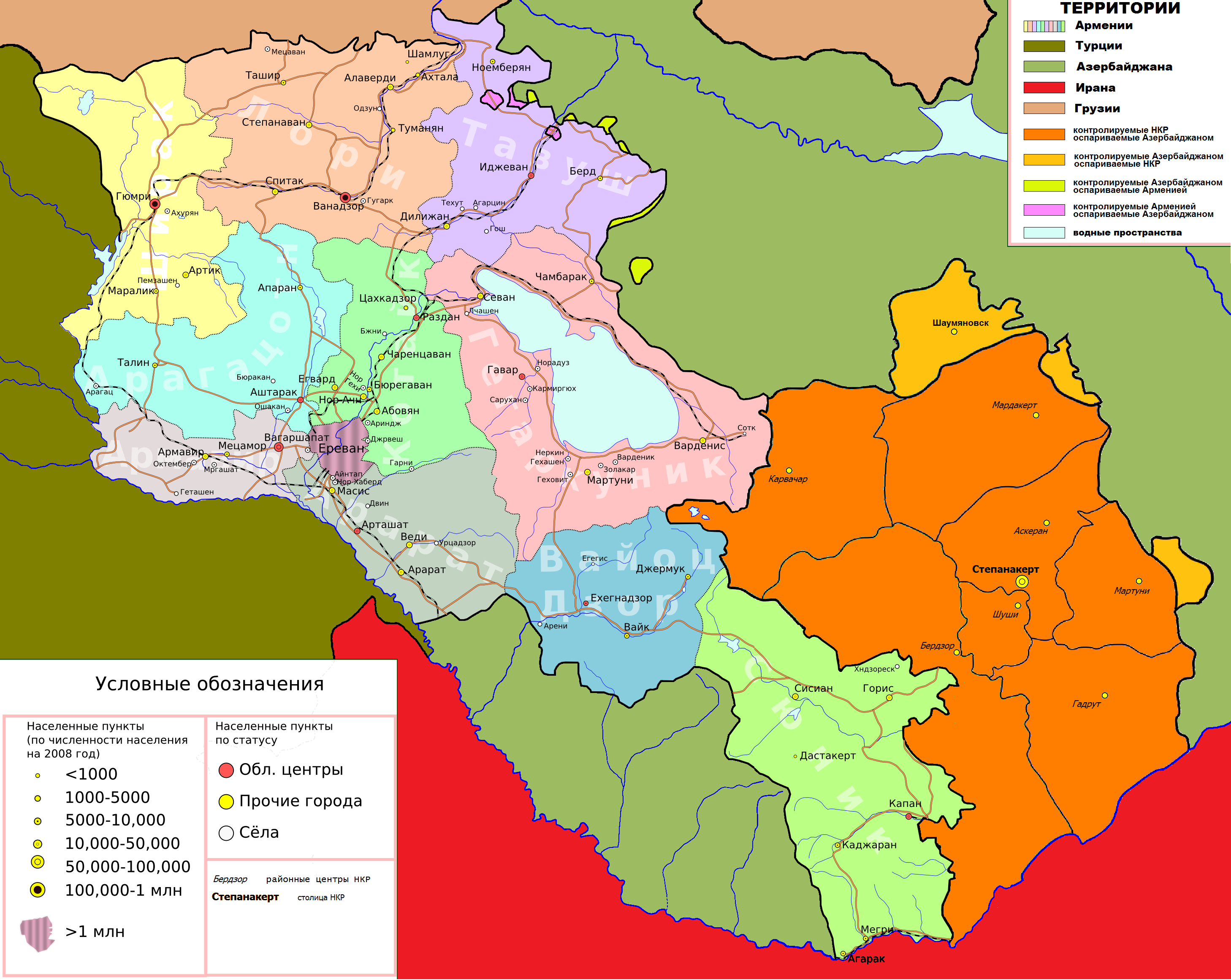
Территории Армении и НКР (до 27 сентября 2020 года)

- В начале октября 1987 года на митингах в Ереване, посвящённых экологическим проблемам, прозвучали требования передачи НКАО Армянской ССР, которые повторялись в многочисленных обращениях, направлявшихся в адрес советского руководства.
- 1 декабря — делегация карабахских армян передала подписи, письма и требования, собранные в Армении и Нагорном Карабахе, в приёмную ЦК КПСС в Москве.
- Январь — февраль 1988 года — делегации карабахских армян в Москву с целью убедить центральное правительство передать НКАО в состав Армении.
- 20 февраля 1988 года — внеочередная сессия Совета народных депутатов Нагорно-Карабахской автономной области (НКАО) приняла решение «О ходатайстве перед Верховными Советами Азербайджанской ССР и Армянской ССР о передаче НКАО из состава Азербайджанской ССР в состав Армянской ССР».
- 17 марта — пленум обкома партии принял решение, в котором говорилось: «Выражая чаяния армянского населения автономной области, волю подавляющего большинства коммунистов Нагорного Карабаха, просить Политбюро ЦК КПСС рассмотреть и положительно решить вопрос присоединения Нагорно-Карабахской автономной области к Армянской ССР, исправив тем самым допущенную в начале 1920-х годов историческую ошибку при определении территориальной принадлежности Нагорного Карабаха».
- В 1989 году под руководством Роберта Кочаряна была основана общественно-политическая организация «Миацум», ставящая целью присоединение НКАО к Армении[20].
- 1988—1991 годы — в результате этнических трений беженцами из Армении в Азербайджан стали около 185 000 азербайджанцев, в обратном направлении бежали более 300 000 армян[21].
- 2 сентября 1991 года провозглашена НКР, в границах Нагорно-Карабахской автономной области (НКАО) и прилегающего Шаумяновского района Азербайджанской ССР. Новое государство не было признано мировым сообществом.
- 26 ноября 1991 года Верховный Совет Азербайджана принял постановление о ликвидации НКАО.
- 10 декабря 1991 года в непризнанном НКР прошёл референдум по вопросу о независимости Нагорного Карабаха. По его итогам 99,89 % от числа принявших участие в голосовании высказались за независимость НКР. Азербайджанское меньшинство, уже ликвидированного на тот момент, НКАО бойкотировало референдум.
- 1991—1994 годы — Первая карабахская война. Итогом войны стала фактическая независимость карабахских армян от Азербайджана. После объявленного перемирия в 1994 году на территории Азербайджана оказались сотни тысяч беженцев (азербайджанцев, курдов и месхетинских турок), покинувших контролируемые армянскими силами территории (Нагорный Карабах и 7 прилегающих районов)[22].
- Апрель 2016 года — Четырёхдневная война, в ходе которой 8 км² подконтрольной НКР территории перешло под контроль Азербайджана[23][24][25].
- Лето 2019 года — в ходе своего визита в Степанакерт премьер-министр Армении Никол Пашинян провозгласил, что «Арцах — это Армения, и точка!», используя армянский топоним Карабаха, и стал скандировать «Миацум!». Официальный Баку воспринял слова Пашиняна как отказ от переговоров по урегулированию Карабахского конфликта[26].
- Сентябрь-ноябрь 2020 года — Вторая карабахская война, в ходе которой большая часть подконтрольной НКР территории (около 80 %) перешла под контроль Азербайджана.
- Сентябрь 2023 года — в результате боевых действий вся оставшаяся часть НКР перешла под контроль Азербайджана, что привело к практически полному исходу армянского населения.

## Исторические параллели
- По мнению кандидата исторических наук Сергея Маркедонова существуют параллели между миацумом и энозисом[27].

- Флаг Нагорно-Карабахской Республики символизировал идею миацума[28].